# Jaderný reaktor

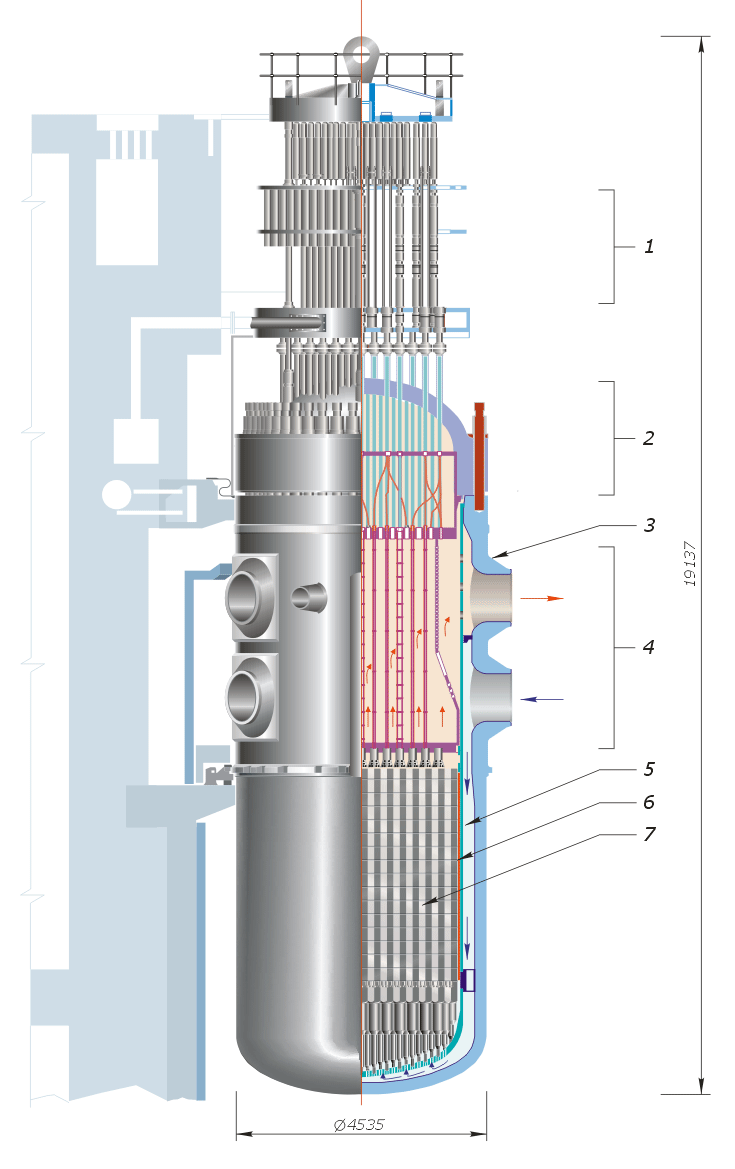
Vertikální řez reaktorovou nádobou VVER-1000, kterou jsou vybaveny například oba dva Temelínské reaktory. Pozice: 1) Pohony řídících tyčí 2) Vrchní část reaktoru 3,4) Vstupní a výstupní nátrubky 5) Šachta reaktoru 6,7) Oblast aktivní zóny

Jaderný reaktor je zařízení, které umožňuje řízené uvolnění jaderné energie, která je následně využívána pro výrobu elektrické energie, výzkum, vzdělávání atd. V principu lze jadernou energii uvolnit 2 rozdílnými způsoby a podle nich lze reaktory rozdělit na:
- štěpný jaderný reaktor – v tomto reaktoru je jaderná energie získávána pomocí štěpení těžkých jader jako 235U, 239Pu a dalších. Tento typ reaktoru ve světě v drtivé většině převažuje[1] a proto se v běžné literatuře i mluvě pod názvem jaderný reaktor téměř výhradně myslí právě tento druh. Patří mezi ně jak reaktory v jaderných elektrárnách, tak reaktory jaderných ponorek i menší výzkumné reaktory pro různé experimenty, výrobu radiofarmak atd.
- fúzní jaderný reaktor – v tomto reaktoru je jaderná energie získávána pomocí slučování lehkých jader jako deuterium a tritium. Tento typ reaktoru se vyvíjí již desítky let a ke komerčnímu využití chybí podle odhadů ještě další desítky let výzkumu. Existuje řada návrhů, jak donutit lehká jádra ke sloučení. Mezi nejrozvinutější lze zařadit například Tokamaky.
- radioizotopový termoelektrický generátor – v tomto reaktoru se jaderná energie získává pomocí přirozeného rozpadu těžkých prvků jako 238Pu (jde tedy opět o rozpad těžkých jader, ale v tomto případě přirozený). V technické terminologii se pojem „reaktor“ pro tento typ zařízení běžně nepoužívá. Využívá se především jako dlouhodobý bezúdržbový zdroj elektrické energie o nízkém výkonu u zařízení v odlehlých oblastech, například pro vesmírné sondy.

## Základní principy

Ilustrace možného průběhu štěpení

Pravděpodobnostní funkce produkovaných štěpných úlomků (tzv. výtěžek ze štěpení) v tepelném jaderném reaktoru pro různá paliva v závislosti na jejich nukleonovém čísle

Následující popis se zaměřuje pouze na štěpný jaderný reaktor jako nejběžnějšího zástupce jaderných reaktorů.
Jaderný reaktor pracující na principu štěpení těžkých jader je zařízení, ve kterém se uskutečňuje samovolně se udržující řízená štěpná řetězová reakce. Tento fyzikální stav zajišťuje vhodné prostorové uspořádání všech hlavních součástí reaktoru (palivo, moderátor, chladivo, řídící tyče atd.). Uvolněná jaderná energie následně zahřívá palivové soubory. Z nich je teplo odváděno chladivem takovým způsobem, aby nedošlo k přehřátí souborů a byla tak zajištěna bezpečnost provozu reaktoru.
K uvolnění jaderné energie dochází při štěpení jader paliva (nejčastěji 235U) neutrony. Rozštěpením jádra 235U vznikají:

- 2 a více štěpných úlomků – které odnášejí většinu uvolněné jaderné energie (okolo 80% z celkových 200 MeV na jedno štěpení) ve formě energie kinetické. Vlivem zbrzdění těchto úlomků (k tomu dojde ještě v palivu) je kinetická energie přeměněna na energii tepelnou a palivo se tak zahřívá. Štěpné úlomky mají nejpravděpodobnější poměr hmotností 2:3, proto také vzniká po štěpení mnoho 95Kr a 139Ba. Ze štěpení může vzniknout v podstatě jakýkoliv izotop všech prvků, které mají nukleonové číslo menší než 235U (viz obrázek výtěžku ze štěpení).
- 2 až 3 rychlé neutrony – které mají střední kinetickou energii kolem 2MeV (v rozpětí 0 až 10MeV)[2] a s jejich pomocí dochází k dalšímu štěpení jader paliva
- gama záření – které odnáší část energie a v reaktoru je z velké části absorbováno
- neutrina – která v reaktoru zachytit v podstatě nelze a tuto část jaderné energie nelze následně využít

Neutrony při svém vzniku ze štěpení mají relativně vysokou energii, která jim jen s obtížemi dovoluje štěpit palivo (záleží na izotopu použitého paliva). Naopak pomalé neutrony, zpravidla nazývané „tepelnými neutrony“, jsou 235U schopny štěpit s mnohem větší pravděpodobností. Z tohoto neutronově-fyzikálního hlediska dělíme reaktory na:
- tepelné reaktory – převážná část štěpení se uskutečňuje neutrony, které se zpomalily na úroveň rychlosti molekul okolí (tzv. rychlost při teplotě okolí). Pro dosažení účinného zpomalování neutronů se využívá tzv. moderátor neutronů. Tento typ reaktoru představuje drtivou většinu[1] z komerčně využívaných štěpných jaderných reaktorů.
- rychlé reaktory – převážná část štěpení se uskutečňuje neutrony o vysoké energii (tzv. rychlé neutrony). Tento typ reaktoru moderátor neutronů nevyužívá, velmi často má pouze malý výkon a zpravidla se využívá pro potřeby výzkumu. Existuje však i několik jaderných reaktorů tohoto typu o vysokém výkonu sloužících pro výrobu elektrické energie nebo odsolování mořské vody (například BN-600).

### Cyklus neutronu v tepelném jaderném reaktoru

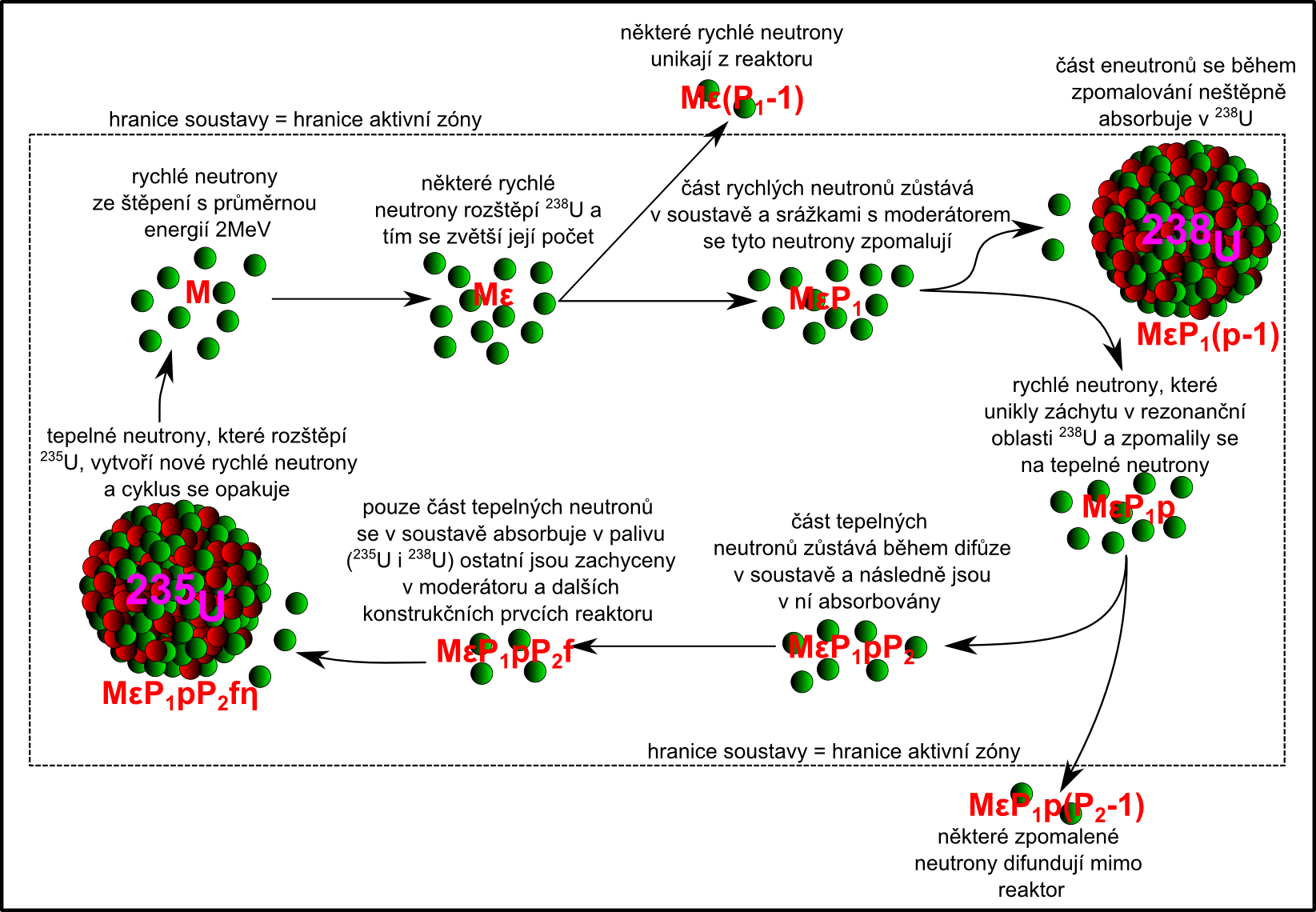
Cyklus neutronů v tepelném jaderném reaktoru

- M – počet neutronů na začátku cyklu
- {\displaystyle \epsilon } – koeficient násobení rychlými neutrony, tento koeficient je mírně větší než 1 a zohledňuje schopnost rychlých neutronů rozštěpit 238U, čímž zvyšují počet neutronů v soustavě
- P1 – tento koeficient udává pravděpodobnost, že neutrony neuniknou ze soustavy během doby, kdy jsou zpomalovány
- p – pravděpodobnost úniku rezonančnímu záchytu udává pravděpodobnost s jakou se neutron absorbuje v 238U během svého zpomalování
- P2 – tento koeficient udává pravděpodobnost, že neutrony neuniknou ze soustavy během difúze, kdy už jsou zpomaleny na tepelnou energii
- f – koeficient využití tepelných neutronů udává poměr tepelných neutronů, které se zachytily v palivu (235U i 238U), ku všem tepelným neutronům zachyceným v soustavě
- {\displaystyle \eta } – regenerační faktor udává poměr všech neutronů, které vzniknou štěpením v reaktoru, ku tepelným neutronům, které byly zachyceny v palivu

Popsat zjednodušený cyklus neutronů lze na základě obrázku nalevo. V reaktoru je za provozu velké množství neutronů s různými energiemi v různých místech. Popis takové situace lze zjednodušit, pokud budeme uvažovat, že neutrony vznikají v tzv. generacích, kdy vždy naráz vznikne velké množství neutronů v palivu a až poslední z nich zanikne, vzniká generace nová. Toto zjednodušení můžeme použít za předpokladu, že neutrony v reaktoru neinteragují mezi sebou a neovlivňují tak svoji energii a směr letu (tvoří tím osamostatněné skupiny neutronů = generace neutronů). Vzhledem k tomu, že množství atomů na jednotkový objem v reaktoru značně převyšuje hustoty toku neutronů bude většina interakcí připadat na neutron-atom a interakcí neutron-neutron bude velmi málo, je toto zanedbání ospravedlnitelné.
V generaci „N“ nechť je M rychlých neutronů vzniklých ze štěpení. Některé z rychlých neutronů zasáhnou jádra 238U, které díky své vysoké energii rozštěpí a vznikne tak o M({\displaystyle \epsilon }-1) více neutronů a tím jejich celkový počet vzroste na M{\displaystyle \epsilon }. P1 část těchto neutronů má takovou rychlost a směr, že i když se srazí s jinými jádry konstrukčních materiálů reaktoru, udrží se v soustavě a mohou teoreticky v budoucnu štěpit. Zbylá část M(P1-1){\displaystyle \epsilon } ze soustavy vyletěla a je nenávratně ztracena. Neutrony, které se v soustavě udržely, jsou dalšími srážkami zpomalovány na tepelné energie. Při tomto zpomalování musí ale překonat tzv. „rezonanční oblast“ 238U určenou koeficientem „p“, což jsou intervaly energie, při kterých srážka neutronu s 238U téměř výhradně vede k neštěpné absorpci. Počet neutronů, které se úspěšně zpomalí a vyhnou se tak rezonancím je roven M{\displaystyle \epsilon }P1p. Nyní jsou už všechny neutrony v generaci tepelné, část z nich však dokáže během difúze uniknout ze soustavy a zbývá jich pouze M{\displaystyle \epsilon }P1pP2, které v reaktoru musí nějakým způsobem zaniknout. Ta část, která se absorbuje v palivu (235U i 238U) je dána koeficientem využití tepelných neutronů, ostatní z nich jsou absorbovány v atomech moderátoru, řídicích tyčí a dalších konstrukčních prvcích. Ze všech M{\displaystyle \epsilon }P1pP2f neutronů absorbovaných v palivu pak vznikne M{\displaystyle \epsilon }P1pP2f{\displaystyle \eta } nových rychlých neutronů nové generace „N+1“ a cyklus se opakuje.

### Efektivní koeficient násobení
Poměr mezi počtem neutronů současné generace MN a generace předchozí MN-1 se označuje kef a nese název efektivní koeficient násobení či efektivní multiplikační koeficient.
{\displaystyle k_{\mathrm {ef} }={\frac {M_{N}}{M_{N-1}}}=\epsilon P_{1}pP_{2}f\eta }
Tento koeficient udává jakým způsobem se počet neutronů v čase mění, tomu je úměrný i počet štěpení a tedy i uvolněná energie. V závislosti na velikosti kef se následně uvádí, v jakém stavu se reaktor (potažmo jakýkoliv jaderný materiál, například i kontejner s vyhořelým palivem) nachází.
- kef < 1 – podkritický stav, výkon klesá
- kef = 1 – kritický stav, výkon je ustálený
- kef > 1 – nadkritický stav, výkon roste

Hodnota kef může ze své definice nabývat hodnot v intervalu {\displaystyle <0;\infty )}. 0 v případě, že zkoumaný objem neobsahuje žádný materiál, který by mohl podléhat štěpení. V reaktorové fyzice se však nejčastěji setkáváme s hodnotami mezi kef=0,95, kdy je možno, dle legislativy, měnit konfigurace soustavy = měnit palivo a skladovat jej, kef=0,98, při které je reaktor považován za odstavený a kef=1 kdy je reaktor v ustáleném stavu.
Hodnota, o níž efektivní koeficient násobení převyšuje jedničku, se nazývá přebytek multiplikačního koeficientu a obvykle se značí {\displaystyle \Delta k\,}:
{\displaystyle \Delta k=k_{\mathrm {ef} }-1}

### Reaktivita
Další důležitou veličinou, s níž pracuje kinetika reaktorů, je reaktivita reaktoru. Obvykle se značí {\displaystyle \rho \,} a je definována jako relativní přebytek multiplikačního koeficientu, tedy:
{\displaystyle \rho ={\frac {\Delta k}{k_{\mathrm {ef} }}}={\frac {k_{\mathrm {ef} }-1}{k_{\mathrm {ef} }}}\,}
Reaktivita je bezrozměrná veličina, která se v praxi vyjadřuje dvěma způsoby:
- Jako běžné desetinné číslo, nebo pomocí podílových jednotek procento (10−2) nebo pcm (tisícina procenta, tedy 10−5);
- Jako násobek podílu zpožděných neutronů β.[pozn. 2] V tomto případě se tato bezrozměrná jednotka nazývá dolar a značí (stejně jako měna) 1 $; podílovou jednotkou je 1 cent (setina dolaru). Reaktor má reaktivitu 1 dolar, je-li kritický na okamžitých neutronech. Jednotku dolar navrhl kanadsko-americký fyzik Louis Slotin.[5]

## Obecná konstrukce
Konstrukce obou typů štěpného reaktoru je, až na použití moderátoru, relativně podobná. Veškerý následující popis se zaměřuje na tepelný typ reaktoru. V případě velkých odlišností od rychlého reaktoru bude tento fakt zmíněn.
Aby mohl být jaderný reaktor úspěšně a bezpečně provozován, jeho konstrukce musí zaručovat několik základních funkcí:

- dlouhodobě udržet a řídit štěpnou (řetězovou) reakci
- odvádět teplo z paliva a následně z reaktoru
- zajistit za všech provozních stavů jadernou bezpečnost (izolaci radioaktivních látek od životního prostředí)

Jaderný reaktor se proto sestává z:
- reaktorová nádoba – tvoří vnější hranice reaktoru, nejčastěji je tvaru válce s bočními otvory pro vstup a výstup chladiva a s odstranitelnou horní částí pro výměnu paliva a další operace, je vyráběna z různých ocelí s chemickými příměsemi, velikost je závislá na cílovém výkonu reaktoru, hmotnost se pohybuje až okolo 800 tun;
- aktivní zóna – vnitřní část prostoru reaktorové nádoby, kde probíhá samotná štěpná řetězová reakce, rozměry AZ jsou v podstatě vymezeny uspořádáním paliva;
- palivo – palivové soubory[6] neboli palivové kazety složené z palivových elementů[6] neboli proutků (u některých konstrukcí jsou však palivové elementy kulového tvaru volně ložené v aktivní zóně reaktoru). Palivové proutky jsou úzké trubičky o délce i přes 4 metry, v nichž jsou hermeticky uzavřeny palivové tablety vyrobené zpravidla z UO2 (užívá se ale i kovové formy uranu, PuO2, směsi oxidu uranu a plutonia a další);
- řídící orgány – nejčastěji ve formě tyčí (řídící, bezpečnostní,...) vyrobené z materiálu silně pohlcující neutrony (bórová ocel s příměsí 10B v případě tepelných reaktorů nebo jiné typy ocelí u rychlých reaktorů), při jejich zasunutí do aktivní zóny reaktoru způsobují záchyt části neutronů čímž omezují štěpení a tím i výkon reaktoru;
- moderátor neutronů – používá se pouze u tepelného typu reaktoru ke zpomalení rychlých neutronů vzniklých ze štěpení, nejčastějším materiálem je lehká voda (H2O), těžká voda (D2O) a grafit (C);
- chladivo – odvádí v palivu generované teplo z aktivní zóny a následně z reaktoru, v tepelných reaktorech se nejčastěji užívá lehká voda (H2O), těžká voda (D2O), oxid uhličitý (CO2) a helium (He), v rychlých reaktorech pak sodík (Na) a nebo slitiny olovo-bizmut (Pb-Bi);
- další konstrukční materiály – slouží například k usměrňování toku chladiva, jako opora paliva atd.

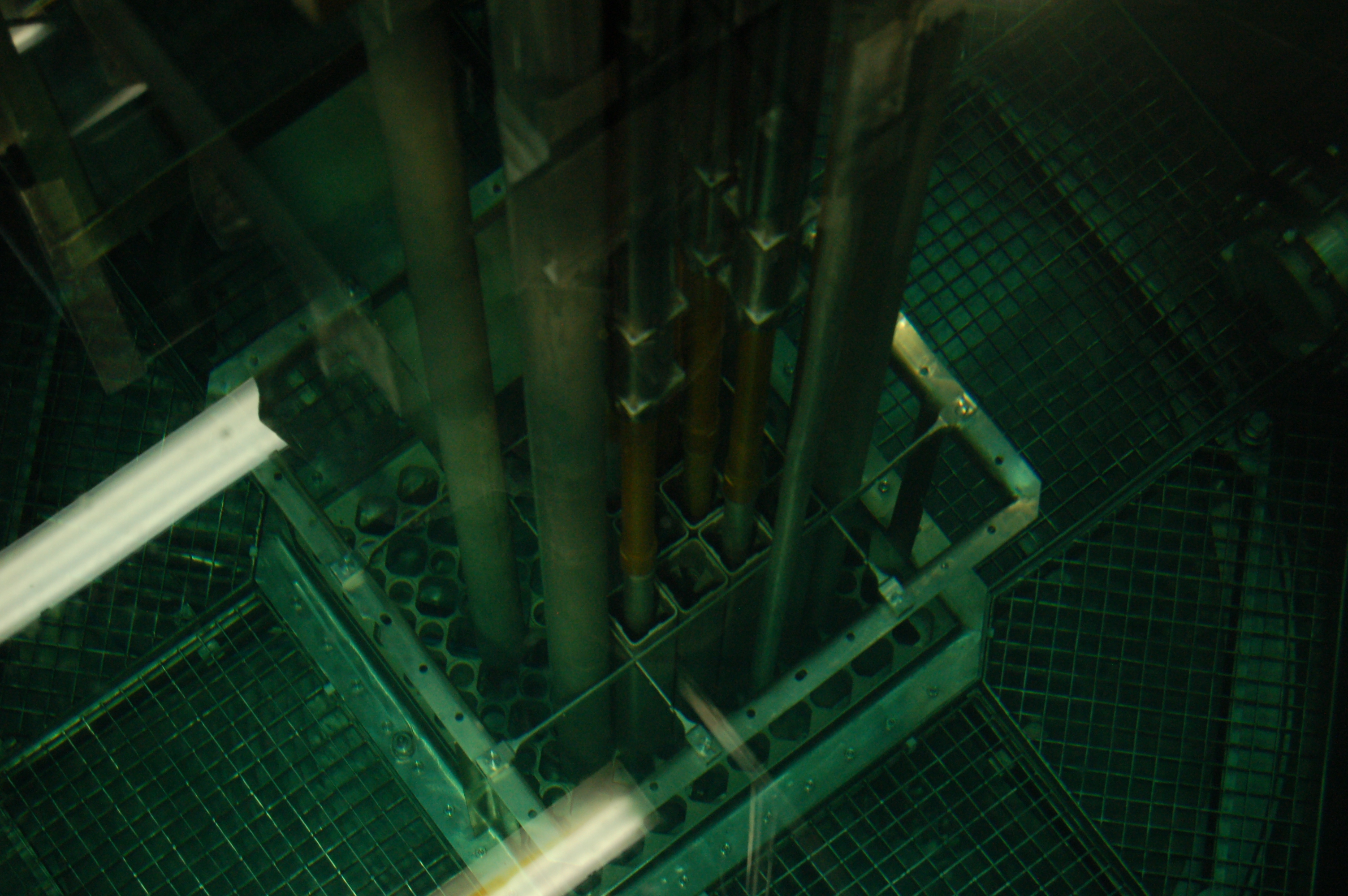
Pohled na aktivní zónu školního reaktoru VR-1 přes několik desítek centimetrů vody, která slouží jako moderátor, chladivo i stínění
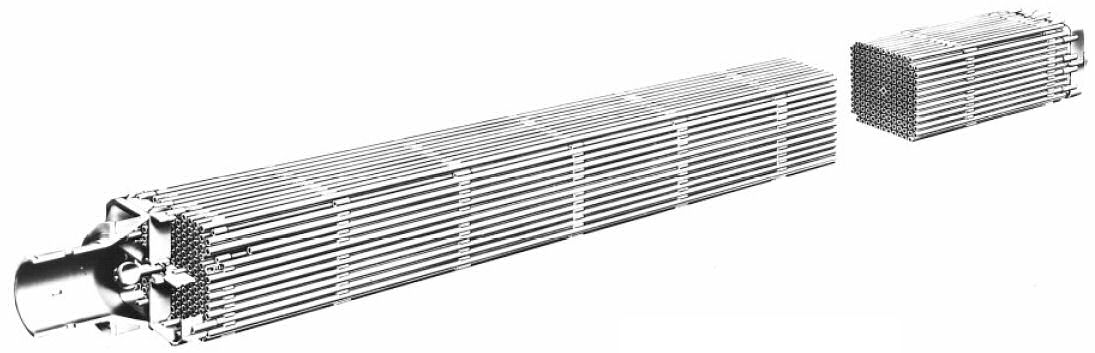
Klasická konstrukce palivového souboru tlakovodních reaktorů západní koncepce. V tomto případě palivová kazeta z reaktoru nákladní lodě NS Savannah
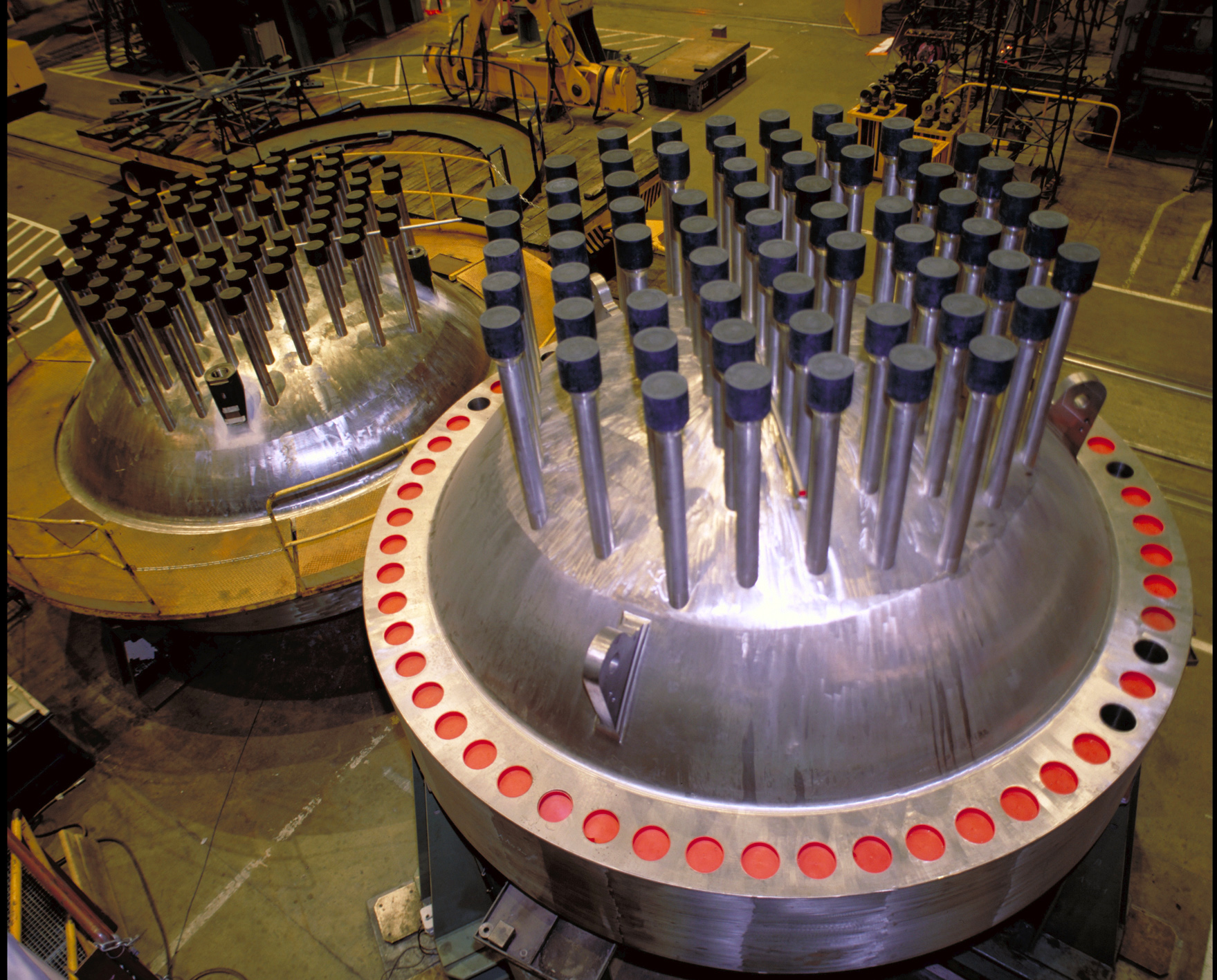
Odnímatelná horní část reaktorové nádoby. Jsou zde dobře patrné vývodní trubky sloužící zpravidla pro napájení řídicích tyčí a pro vyvedení signálu různých měřících přístrojů z reaktoru

## Dělení podle konstrukce
Počet reaktorů dle typu (2014)
Skladba hlavních částí reaktoru a výběr jednotlivých materiálů umožňuje sestavit mnoho variant, ale pouze malá část z nich se v jaderné energetice uplatnila. Jedná se o následující základní typy tepelných reaktorů rozlišované zejména podle materiálu použitého jako moderátor a chlazení:
- tlakovodní reaktory (PWR, VVER) – moderované a chlazené běžnou (lehkou) tlakovou vodou
- varné reaktory – chlazené lehkou vodou měněnou na páru pohánějící turbínu
  - BWR – moderované lehkou vodou
  - RBMK – moderované grafitem
- těžkovodní reaktory (CANDU) – moderované a chlazené těžkou vodou
- plynem chlazené reaktory (Magnox, AGR) – moderované grafitem
- množivé reaktory (FBR) – bez moderátoru, různé typy chlazení
- vysokoteplotní reaktory (HTGR, VHTR) – moderované grafitem

U tepelných reaktorů lze s výhodou využít dobré moderační schopnosti vody, díky čemuž je možné aplikovat vodu jako moderátor i chladivo zároveň. Tento fyzikální stav zajišťuje vhodné prostorové uspořádání všech hlavních součástí reaktoru (palivo, moderátor, chladivo, řídící tyče atd.). Tyto typy reaktorů (tj. tlakovodní reaktory a varné reaktory) jsou na světě nejpoužívanější. Koncepce starších reaktorů s grafitovým moderátorem typu MAGNOX, AGR a RBMK je obecně pokládána za překonanou (havárie ve Windscale, Černobylu) a nové reaktory tohoto typu již nejsou plánovány.
Mezi perspektivní reaktory naopak patří např. rychlé množivé reaktory, vysokoteplotní reaktory a některé další. Malý modulární reaktor (SMR) je vyráběn v továrně a transportuje se na potřebné místo. Produkuje ale více jaderného odpadu na danou poskytnutou energii než velké reaktory.

## Využití

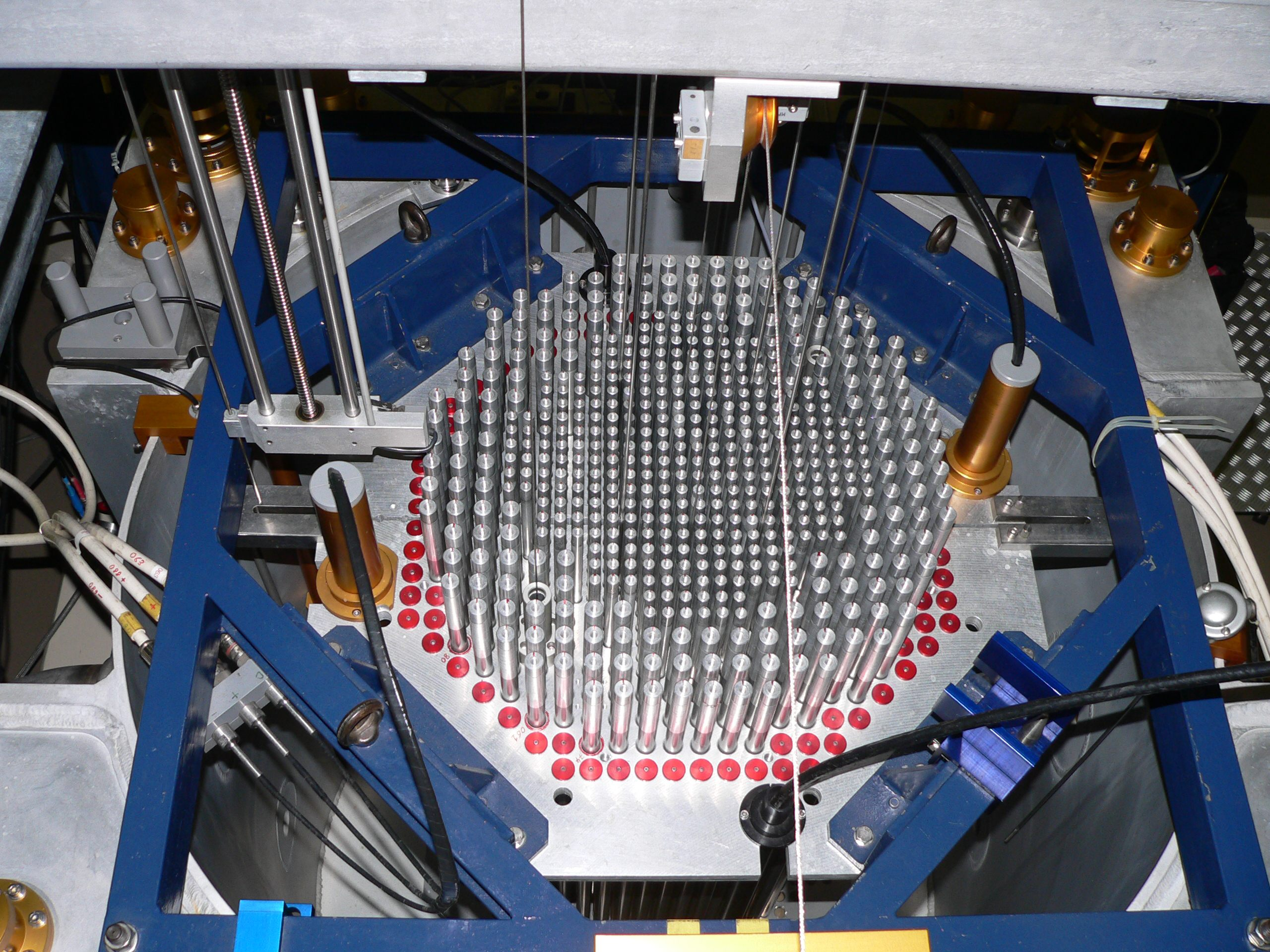
Aktivní zóna malého reaktoru CROCUS používaného k výzkumu v EPFL ve Švýcarsku

Jaderné reaktory pracující na principu štěpení těžkých jader se uplatnily zejména v energetice. Jaderné elektrárny v celosvětovém měřítku vyrábí 19% (2012) elektrické energie. Na konci roku 2013 fungovalo ve světě 437 reaktorů. Ale využití reaktorů je širší a lze je shrnout následovně:
- jaderné elektrárny – vznikající teplo je využíváno pro výrobu elektrické energie
- jaderné pohony – slouží pro pohon velkých dopravních prostředků (ponorky, letadlové lodě, křižníky, ledoborce, civilní nákladní lodě)
- výzkumné reaktory – využívají se pro jaderný i nejaderný výzkum, v ČR jsou to 3 reaktory: VR1, LR-0 a LVR-15
- odsolování mořské vody – velice energeticky náročná aplikace, doposud (2013) byl v provozu pouze 1 reaktor – BN-350, další projekty jsou plánovány
- výroba radiofarmak – především technecia pro sledování metabolismu
- výroba materiálu polovodičů – vhodným ozářením lze dosáhnout rovnoměrného rozmístění atomů prvků (například fosforu v křemíku)

V budoucnu se také uvažuje o jaderných teplárnách, výrobě vodíku, využití vysokopotenciálního tepla pro technologické procesy apod.

## Reaktory v Česku
Na území ČR se vyskytuje zatím deset jaderných reaktorů:
- Jaderná elektrárna Dukovany – 4 reaktory VVER-440, od roku 2012 se celkový instalovaný elektrický výkon zvýšil z původních 1760 MW na 2040 MW.[9]
- Jaderná elektrárna Temelín – 2 reaktory VVER-1000, od roku 2021 se celkový instalovaný elektrický výkon zvýšil z původních 2000 MW na 2172 MW.[10]
- Centrum výzkumu Řež – 2 reaktory: LVR-15 s tepelným výkonem 10 MW a LR-0 s výkonem 1 kW (dříve součást ÚJV Řež).[11][12]
- Fakulta jaderná a fyzikálně inženýrská ČVUT v Praze – školní jaderný reaktor VR-1 Vrabec s tepelným výkonem 500 W.[13] a jaderný reaktor VR-2 s nulovým výkonem[14]

## Zajímavosti
Jaderný reaktor není pouze lidskou vymožeností, protože na Zemi existovaly i přírodní jaderné reaktory (místa, kde se dokázala po určitý čas udržet štěpná řetězová reakce) již před 2 miliardami let. Tyto reaktory byly objeveny v oblasti Oklo v Gabonu v Africe. K závěru, že zde byl nalezen přírodní reaktor, vedly dva důležité fakty, které by jinak nebylo možné vysvětlit.
- V okolních horninách byly nalezeny izotopy prvků, které se jinde v přírodě nevyskytují a lze je získat pouze štěpením či neutronovým záchytem (Plutonium), případně koncentrace těchto izotopů byla zvýšená oproti přírodní koncentraci (Xenon a Neodym).
- Koncentrace 235U byla v uranové rudě nižší, než je přírodní. Muselo tudíž dojít k jeho úbytku vlivem štěpení.

Jednalo se o typ štěpného tepelného reaktoru. Vznik takového reaktoru umožnila vyšší přírodní koncentrace 235U, která v té době dosahovala více než 3 %. Důvodem dnešní nižší koncentrace přírodního uranu je kratší poločas rozpadu 235U než 238U. Vyšší obohacení paliva tohoto reaktoru společně s dostatečným množstvím vody vedlo k vytvoření kritického až nadkritického stavu. Reaktor pracoval v 3hodinových cyklech. Během nadkritického stavu se z reaktoru uvolňovalo velké množství energie po dobu asi 30 minut. Uvolňovaná energie postupně ohřála vodu, která se z reaktoru vypařila a ztratila tak své moderační schopnosti, čímž se reaktor dostal do podkritického stavu. Po 150 minutách se do reaktoru opět dostala voda a štěpná reakce pokračovala do té doby, dokud se voda neodpařila. Reaktor měl "instalovaný" výkon 100 kW a fungoval po dobu několika desetitisíců let dokud koncentrace 235U nebyla příliš nízká.